# مطار بارو الدولي
مطار بارو الدولي (بالدزونكا: སྤ་རོ་གནམ་ཐང༌།)(إياتا: PBH، إيكاو: VQPR) هو مطار يخدم مدينة بارو على ضفة نهر بارو تشو، وهو المطار الدولي الوحيد في مملكة بوتان. يبعد المطار 6 كلم عن بارو، و54 كلم عن تيمفو عاصمة بوتان، ويتم تشغيل رحلات بالنهار فقط، ويمنع تشغيل أي رحلات ليلية بالمطار بسبب موقعه الجغرافي الصعب المتواجد بين الجبال. الهبوط به يعتبر من الأصعب في العالم، اعتمد ثمانية طيارين فقط للهبوط في المطار.

## تاريخ
عام 1990 تم تدعيم وزيادة طول المدرج من 402 1 إلى 964 1م، كما تم إنشاء حظيرة للطائرات.

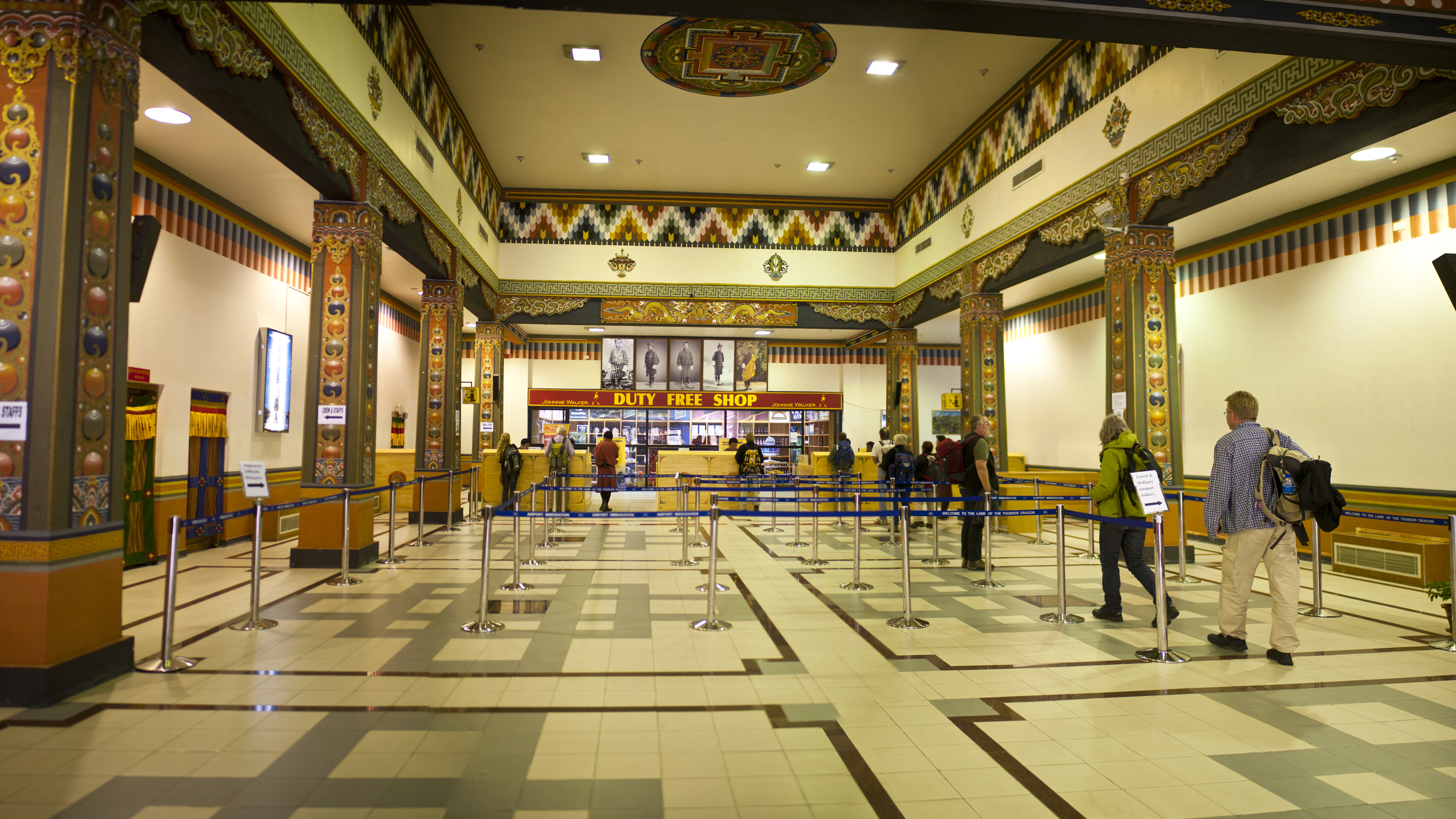
مطار بارو الدولي من الداخل

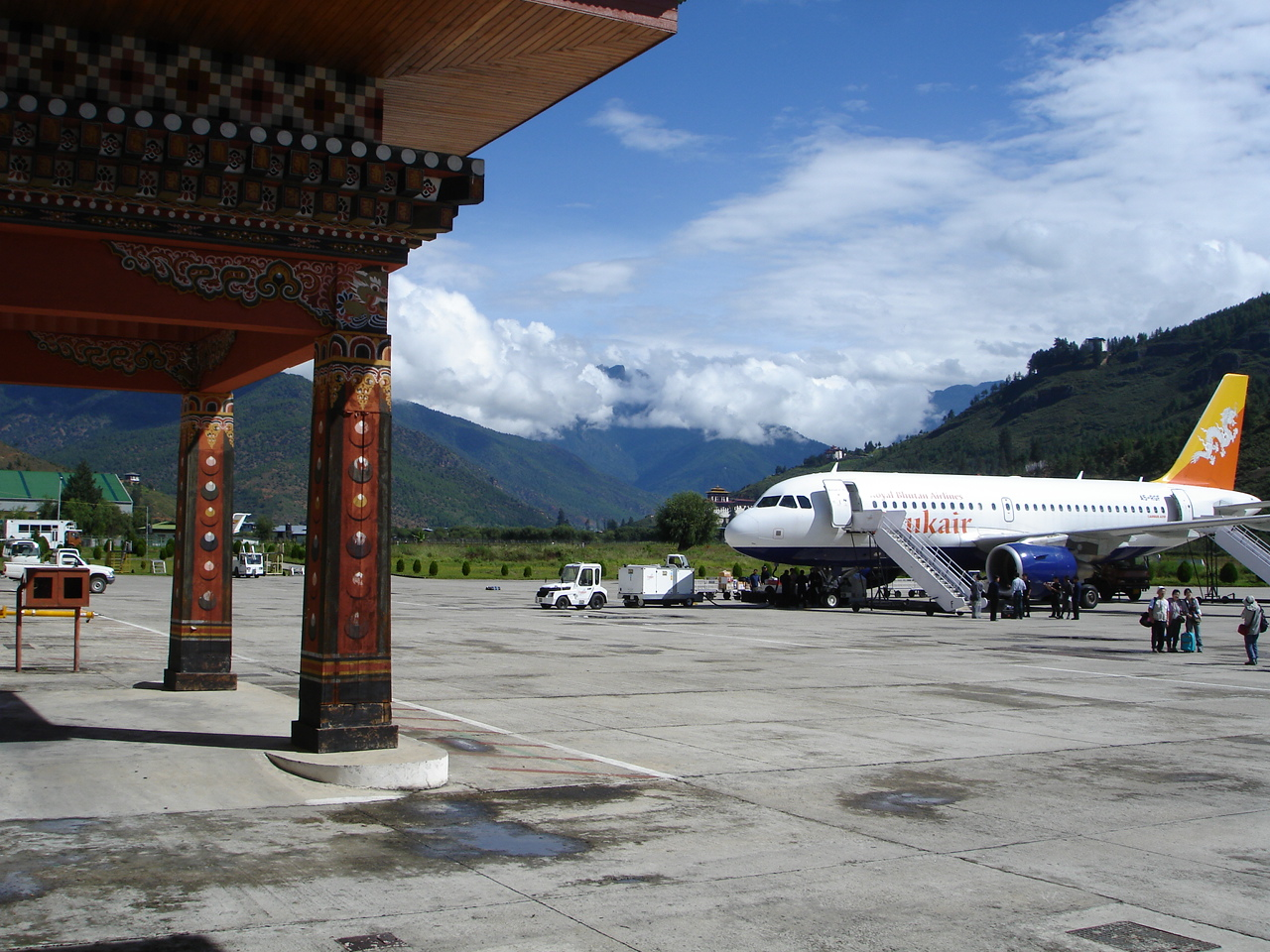
موقف الطائرات في مطار بارو الدولي

## شركات الطيران
| شركـات طيـران     | الوجهات |
| ----------------- | --- |
| خطوط بوتان الجوية | مطار سوفارنابومي الدولي، مطار انديرا غاندي الدولي، مطار تريبوفان الدولي، مطار نيتاجي سوبهاس شاندرا بوس الدولي موسمي: Gaya (تبدأ 15 نوفمبر 2023)                                                                           |
| طيران دروك        | مطار باجدوجرا، مطار سوفارنابومي الدولي، مطار انديرا غاندي الدولي، مطار شاه جلال الدولي، Gelephu، Guwahati، Jakar، مطار تريبوفان الدولي، مطار نيتاجي سوبهاس شاندرا بوس الدولي، مطار شانغي سنغافورة، Trashigang موسمي: Gaya |